# Аллаярова, Нажия Хибатовна
 Аллаярова Нажия Хибатовна  (род. 15 июля 1936 года) — певица Башкирского театра оперы и балета. Народная артистка Башкирской АССР (1977). Заслуженная артистка РСФСР (1982).

## Биография
Нажия Хибатовна Аллаярова родилась 15 июля 1936 года в деревне Новобайрамгулово Учалинского района Башкирской АССР.
В 1957 году закончила вокальное отделение Уфимского училища искусств (класс Миляуши Муртазиной), в 1967 году — Музыкально-педагогический институт им. Гнесиных (класс М. Л. Переверзевой).
В 1961—1962 годах работала в Башкирской филармонии, в 1967—1991 годах — в Башкирском театре оперы и балета.
Поёт оперные партии, башкирские народные песни, произведения композиторов Башкортостана.
Гастролировала за рубежом — в Польше, Венгрии, Германии.
Супруг — композитор Абрар Габдрахманов.
Внучка — оперная певица (сопрано), лауреат Международных конкурсов Диляра Идрисова.

## Партии в спектаклях
Виолетта («Травиата» Дж. Верди), Джильда («Риголетто» Дж. Верди), Марфа («Царская невеста» Н. Римского-Корсакова), Лебедь-птица («Сказке о царе Салтане» Н. Римского-Корсакова), Розина («Севильский цирюльник» Дж. Россини), Лакме («Лакме» Л. Делиба), Церлина («Фра-Дьяволо» Обера), Мюзетта («Богема» Дж. Пуччини), Гульзифа («Волны Агидели» З. Исмагилова), Амина («Салават Юлаев» З. Исмагилова), Наза («Кодаса» З. Исмагилова), Бибинур («Современники» Х. Ахметова), Шаура («Шаура» Загира Исмагилова), Харыласас («Послы Урала» З. Исмагилова).

## Награды и звания
- Заслуженная артистка РСФСР (1982).
- Народная артистка Башкирской АССР (1977).
- Заслуженная артистка Башкирской АССР (1971).
- Дипломант Всероссийского конкурса артистов эстрады (1960).